# Imma lithosioides
Imma lithosioides is een vlinder uit de familie van de Immidae. De wetenschappelijke naam van de soort is voor het eerst geldig gepubliceerd in 1886 door Frederic Moore.